# Правила Юм-Розери
Пра́вила Юм-Ро́зери — ряд основных правил, определяющих способность химического элемента растворяться в металле с образованием твёрдого раствора. Существует две формулировки этих правил, определяющие возможность образования твёрдых растворов замещения и внедрения. Названы по имени открывшего их английского металловеда Уильяма Юм-Розери.

## Правила для твёрдых растворовзамещения
Для твёрдых растворов замещения правила Юм-Розери следующие:
1. Растворимость возможна, если кристаллические решётки растворённого элемента и растворителя одинаковы.
2. Образование твёрдого раствора возможно, если атомные радиусы растворённого элемента ({\displaystyle r_{solute})} и растворителя ({\displaystyle r_{solvent})} отличаются не более, чем на 15 %:
{\displaystyle \%{\mbox{ difference}}=\left({\frac {(r_{solute}-r_{solvent})}{r_{solvent}}}\right)*100\leq 15\%}
3. Максимальная растворимость достигается, если растворяемый элемент и растворитель имеют одинаковую валентность, причём металлы с меньшей валентностью стремятся раствориться в металлах с большей валентностью.
4. Растворённый элемент и растворитель должны иметь близкую электроотрицательность (различие не должно превышать 0.2-0.4), в противном случае рассматриваемые элементы вместо твёрдых растворов склонны к образованию интерметаллических соединений.

## Правила для твёрдых раствороввнедрения
Для твёрдых растворов внедрения правила Юм-Розери следующие:
1. Атом растворённого элемента должен иметь атомный радиус меньший, чем размер пустот (пор) в кристаллической решётке растворителя, но быть больше размера самой маленькой из возможных пор — тетраэдрической поры, то есть должно выполняться правило Хэгга:
{\displaystyle 0.25\cdot {r_{solvent}}\leq {r_{solute}}\leq 0.59\cdot {r_{solvent}}}
2. Растворённый элемент и растворитель должны иметь близкую электроотрицательность.